# Vladimír Dlouhý
Vladimír Dlouhý (født 10. juni 1958, død 20. juni 2010) var en tjekkisk skuespiller.

## Ekstern henvisning
- Vladimír Dlouhý på Internet Movie Database (engelsk)
- Vladimír Dlouhý på Filmdatabasen
- Vladimír Dlouhý på Svensk Filmdatabas (svensk)
- Vladimír Dlouhý på AlloCiné (fransk)
- Vladimír Dlouhý på AllMovie (engelsk)
- Vladimír Dlouhý på The Movie Database (engelsk)

1. ↑  Navnet er anført på engelsk og stammer fra Wikidata hvor navnet endnu ikke findes på dansk.
2. ↑  Navnet er anført på engelsk og stammer fra Wikidata hvor navnet endnu ikke findes på dansk.